# Converge
Converge é uma banda americana de metal de Salem, Massachusetts, formada em 1990. Tocando uma mistura de mathcore, grindcore e metalcore desde os anos 1990, a banda ajudou a definir e popularizar os gêneros metalcore e mathcore.

## História
A banda começou no verão de 1990. Os primeiros passos da banda foi tocando covers de bandas punk e heavy metal, sendo lembrados pelos músicos da época, como "garotos do hardcore tocando riffs do Slayer". Logo a banda começou a tocar bastante e ganhar experiência, quando em 1991 gravam a primeira demo-tape.
Com o passar dos tempos a banda moldou um som técnico e extremo, que acabou influenciando várias bandas até hoje. Após vários álbuns lançados, a banda hoje em dia é lançada pelo famoso selo Epitaph Records (antes era pelo selo  Equal Vision Records), tendo uma grande base de fãs e sendo imensamente respeitada na cena hardcore mundial.

## Integrantes
- Jacob Bannon - Vocal, letras, Visual
- Kurt Ballou - Guitarra, Vocal, Baixo, Teclado, Percussão
- Nate Newton - Baixo, Vocal
- Ben Koller - Bateria, Percussão

### Ex-integrantes
- Aaron Dalbec - Guitarra (1994-2001)
- Jon DiGiorgio - Bateria (1999)
- Damon Bellorado - Bateria (1991-1999)
- Stephen Brodsky - Baixo (1997-1998)
- Jeff Feinburg - Guitarra, Baixo (1991-1997)
- Erik Ralston - Baixo (1993)
- Ryan Beitz - iluminação / Técnico (1995-1998)

## Discografia

### Demo
- Gravel (Demo 4-músicas , independente, 1991)
- Self-titled (FAR/Exchange Records, 1991)
- Where Have All the Flowers Gone (independente, 1992)
- Dog Days (Demo, independente 1993)
- Unloved & Weeded Out (Coletânea de Demos e músicas inéditas, Deathwish Inc, 2002)

### Estúdio
- Halo in a Haystack, (Earthmaker/Stolnacke, 1994)
- Caring And Killing, (Hydra Head Records, 1997)
- Petitioning the Empty Sky (Equal Vision Records, 1997)
- When Forever Comes Crashing (Equal Vision Records, 1998)
- Jane Doe (Equal Vision Records, 2001)
- You Fail Me (Epitaph Records, 2004)
- No Heroes (Epitaph Records, 2006)
- Axe To Fall (Epitaph Records, 2009)
- All We Love We Leave Behind (Epitaph Records, 2012)
- The Dusk in Us (Epitaph Records, 2017)

### Splits
- Among the Dead We Pray for Light Split 7" com o Coalesce (Edison Recordings/Life Records, 1997)
- The Poacher Diaries Split com o Agoraphobic Nosebleed (Relapse Records, 1999)
- Deeper the Wound (split com o Hellchild) (Deathwish Inc., 2001)
- In These Black Days: Volume 2 Split 7" com o Brutal Truth (Hydra Head Records, 1997) (tributo a Black Sabbath)

### DVD's
- The Long Road Home (Deathwish Inc., 2003)